# 克罗地亚市镇
市镇是克罗地亚的二级行政单位之一，另外一种是城市（grad）。市镇和城市之上的行政单位为县.
虽然在权力及行政机构上完全相同，市镇和城市的区别在于市镇通常是由乡村或郊区的若干个村庄组成，而城市则包括城镇化的区域。克罗地亚法律规定市镇为地方自治政府，由若干个在自然、经济及社会方面上互相关联及有共同利益的聚居地组合而成。
截止2017年底，克罗地亚的21个县下分为128个城市及428个市镇。